# Louis-François Rathier
Louis-François Rathier, né le 16 juillet 1779 à Chablis et mort à Paris le 31 mai 1832, est un peintre et dessinateur français.

## Biographie
Louis-François Rathier est le fils du procureur-syndic du district d'Auxerre.
En 1793, à l'âge de 16 ans, il est vainqueur d'un concours de course, catégorie sabre.
Élève de Regnault et David il débute au Salon en 1810. Il est peintre d'histoire et de portraits.
Il tient son atelier dans la rue Childebert jusqu'en 1818, puis emménage rue Montmartre.
Il épouse Anne Euphrasie de Meys.
Atteint par la maladie, il quitte la peinture et devient directeur divisionnaire des postes. Il vit alors dans la rue Notre-Dame-des-Victoires.
Il meurt du choléra à son domicile, à l'âge de 53 ans.

## Publication
- Recueil des Costumes français depuis Clovis jusqu'à Napoléon Ier (2 tomes), avec Firmin-Hippolyte Beaunier